# Ivujivik
Ivujivik jest najbardziej wysuniętą na północ inuicką osadą wśród kanadyjskich prowincji (powyżej są już tylko osady w obrębie terytoriów). Znajduje się w administracji regionalnej Kativik w regionie administracyjnym Nord-du-Québec. Nazwa osady oznacza „miejsce, w którym lód gromadzi się wskutek silnych prądów” lub „teren kolizji z lodem morskim”. 

## Geografia
Ivujivik znajduje się w Nunavik w północnym Quebecu (Kanada), około 2000 km na północ od Montrealu i 28 km na południowy zachód od przylądku Wolstenholme, wysuniętego najbardziej na północ punktu na półwyspie Ungawaa zarazem w prowincji Quebec.
Ulokowany jest też niedaleko cieśniny Digges, w miejscu gdzie Zatoka Hudsona spotyka się z cieśniną Hudsona. Osada znajduje się na małej, piaszczystej plaży pośród klifów stromo opadających do cieśniny Digges. Bezpośrednio na północ od cieśniny znajdują się wschodnia i zachodnia wyspy Digges, dalej na północ w cieśninie Hudsona znajdują się wyspy Nottingham i Salisbury.
Obszar jest wolny od lodu zaledwie przez 20 dni w roku w okresie letnim. Osada jest niedostępna droga lądową i niemal w całości jest obsługiwana przez lokalne lotnisko.

## Historia
Badania archeologiczne szacują obecność ludzi na tych terenach od trzech tysięcy lat, kiedy to Ludzie Thule, przodkowie dzisiejszych Inuitów przybyli z ziemi Baffina. Przypuszcza się, rejon Ivujivik mógł być miejscem, od którego zaczęła się migracja Inuitów na tereny dzisiejszej prowincji Quebec. Tłumaczy to obecność Inuitów wzdłuż wybrzeża Zatoki Hudsona. Na pobliskiej wyspie Digges miało miejsce pierwsze w historii spotkanie Europejczyków z Inuitami z Nuavik. Miało to miejsce w 1610 roku, podczas ostatniej misji Henry’ego Hudsona.
W 1909 roku Kompania Zatoki Hudsona założyła faktorię handlową w zatoce Eryka, nieopodal przylądka Wolstenholme. W 1938 roku na terenie dzisiejszej osady utworzono misję katolicką, ale oba obiekty działały tylko sezonowo. W 1947, Kompania Zatoki Hudsona przeniosła faktorię z zatoki Eryka do Ivujivik. Było to symboliczny moment, w którym Inuici zaczęli porzucać dotychczasowy, nomadyczny tryb życia na rzecz życia w osadzie. Dopiero w latach sześćdziesiątych dwudziestego wieku rząd Kanady zorganizował w osadzie służbę zdrowia i opiekę społeczną. W 1962 roku Inuici założyli spółdzielnię, która umożliwiła lepszą organizację lokalnej gospodarki i rozwój aktywności takich jak rzeźby, rzemiosła i turystykę zorientowaną na polowania i wędkarstwo.   
W 1975 roku mieszkańcy Ivujivik w 1975 roku odrzucili Porozumienie Zatoki Jamesa i Północnego Quebecu. W ramach protestu utworzyli ruch Inuit Tungavingat Nunamini. Pomimo tego, obecnie Ivujivik jest reprezentowane przez administrację regionalną Kativik.